# 亨利一世 (魯汶)
亨利一世（？—1038年），蘭貝爾一世的長子，1015年繼承父親成為魯汶伯爵至1038年去世；他娶了一位不知名的女人，育有三名女兒但沒有兒子，沒有男性繼承人，由弟弟蘭貝爾二世繼位。